# Jion
Jion (慈恩 Jion, suono del tempio), è un kata praticato in diversi stili di Karate, tra i quali Shotokan, Wado-ryu, Shito-ryu e Shorin-ryu. Appartiene a un gruppo di kata di origine Tomari-te (Jion, Jitte e Jiin) che iniziano tutti con la stessa caratteristica posizione (piedi uniti, pugno destro nella mano sinistra aperta) che ne rivelano la probabile discendenza dal Quan Fa, o Boxe Cinese. Praticato in origine soprattutto nei pressi del villaggio Tomari, in Okinawa, dove era presente una nutrita comunità originaria del sud della Cina. Alcuni maestri e ricercatori pensano che il nome Jion, composto dai kanji suono (恩) e tempio (慈), sia un esplicito riferimento al tempio Shaolin dove era praticato il Kung Fu stile Pugno del Monaco (Monk Fist) spesso nominato nel Bubishi e probabile progenitore del Karate di Okinawa.
Jion è un kata che mostra grandezza attraverso i suoi movimenti. Ciò si può attribuire ai suoi legami col Buddhismo, o alla potenza e al tempo stesso semplicità del kata. Per via del suo portamento calmo, in Jion è difficile nascondere gli errori, ed è importante per conseguire la cintura nera, dovendo avere un buon Kihon per funzionare senza intoppi e con potenza. I movimenti vanno eseguiti nitidi e diretti, con potenza lineare. È un kata che esprime uno spirito potente, con un aspetto nobile e lavora per migliorare la forza e l’uso dinamico del corpo in modo basilare.